# Heathkit EC-1
Heathkit EC-1 (EC-1) је професионални аналогни рачунар фирме Heathkit који је почео да се производи у Сједињеним Америчким Државама током 1960. године.
Користио је 9 операционих појачавача за вршење симулација и прорачуне.

## Детаљни подаци
Детаљнији подаци о рачунару EC-1 су дати у табели испод.
|                       |                                                        |
| [ 1 ]                 |                                                        |
| Произвођач            |                                                        |
| Тип                   | професионални аналогни рачунар                         |
| Меморија              | не memory                                              |
| Поријекло             | Сједињене Америчке Државе                              |
| Година                | 1960                                                   |
| Тастатура             | потенциометри и прекидачи                              |
| Процесор              | 9 операционих појачавача                               |
| Фреквенција процесора | 0,5 до 15 операција у секунди                          |
| RAM                   |                                                        |
| ROM                   |                                                        |
| Текст                 | волтметар                                              |
| Графика               |                                                        |
| Боја                  |                                                        |
| Звук                  | да.                                                    |
| Димензије             | 50,2 (ширина) x 38,1 (висина) x 29,2 (дубина) . / 21 . |
| Портови               |                                                        |
| Оперативни систем     |                                                        |